# Eupithecia subvincta
Eupithecia subvincta är en fjärilsart som beskrevs av Louis Beethoven Prout 1932. Eupithecia subvincta ingår i släktet Eupithecia och familjen mätare. Inga underarter finns listade i Catalogue of Life.